# Christoph Külpmann
Christoph Külpmann (* 21. Mai 1972 in Bonn) ist ein deutscher Rechtswissenschaftler und Richter am Bundesverwaltungsgericht (BVerwG), dem höchsten deutschen Gericht der Verwaltungsgerichtsbarkeit. Seit November 2023 ist er Vorsitzender Richter.

## Leben
Von 1991 bis 1996 studierte Christoph Külpmann in Göttingen, Galway und an der Universität zu Köln.
Bevor Külpmann 1999 an der Universität zu Köln promovierte, war er Mitarbeiter der Bundestagsfraktion Bündnis 90/Die Grünen. Nach dem zweiten Staatsexamen und dem Referendariat im Bezirk des Oberlandesgerichtes Köln war Külpmann zunächst als Rechtsanwalt in Bonn tätig, bevor er im Frühjahr 2003 seinen Dienst in der Judikative begann. Seine richterliche Karriere begann er am Verwaltungsgericht der Freien Hansestadt Bremen. Nach der Zeit als Richter auf Probe wurde er im Herbst 2004 zum Richter am Verwaltungsgericht ernannt. Von Januar 2006 bis Dezember 2007 wurde er vom Verwaltungsgericht Bremen an das Bundesverwaltungsgericht als wissenschaftlicher Mitarbeiter abgeordnet. Ab April 2009 war er zum Senator für Justiz und Verfassung der Freien Hansestadt Bremen abgeordnet. Im Februar 2011 wurde Külpmann dorthin versetzt und zum Senatsrat ernannt. Vor seiner Wahl zum Bundesrichter war er stellvertretender Abteilungsleiter und Leiter des Referates für Verfassungsrecht und Öffentliches Recht in der Behörde. Külpmann war 2004, 2005 und erneut ab 2010 Lehrbeauftragter für Öffentliches Recht an der Universität Bremen. Im Jahr 2017 wurde er dort zum Honorarprofessor ernannt. Külpmann ist seit 2017 Mitglied des Verwaltungssenats bei dem Kirchengerichtshof der EKD und seit 2018 Mitglied der Ständigen Deputation des Deutschen Juristentages.
Am 7. Juni 2013 trat Christoph Külpmann seinen Dienst als Richter am Bundesverwaltungsgericht an. Nach kurzer Mitgliedschaft im 7. Revisionssenat gehörte er seit dem 1. Juli 2013 dem 4. Revisionssenat an, der u. a. für das öffentliche Baurecht und einzelne Bereiche des Fachplanungsrechts zuständig ist. Mit der Ernennung zum Vorsitzenden Richter übernahm er am 1. November 2023 den Vorsitz des 11. Revisionssenats, der für das Recht des Ausbaus von Energieleitungen sowie für Streitigkeiten, die Vorhaben zur Errichtung und zur Anbindung von Terminals zum Import von Wasserstoff und Derivaten betreffen, mit Ausnahme von Streitigkeiten nach dem LNG-Beschleunigungsgesetz, zuständig ist.

## Veröffentlichungen
Külpmanns zu einem staatshaftungsrechtlichem Thema verfasste Dissertation wurde 2000 mit dem Universitätspreis ausgezeichnet.
Das von Külpmann 2011 herausgegebene Buch Besonderes Verwaltungsrecht im Assessorexamen schloss eine zuvor bestehende Lücke in der Ausbildungsliteratur für das Referendariat. Külpmann ist weiter Mitautor eines Kommentars zum Baugesetzbuch, eines Kommentars zum Verwaltungsverfahrensgesetz und einer Abhandlung zum vorläufigen Rechtsschutz in der Verwaltungsgerichtsbarkeit.